# Букли, Ширин
Ширин Букли (фр. Shirine Boukli; род. 24 января 1999, Aramon) — французская дзюдоистка, выступающая в весовой категории до 48 кг. Олимпийская чемпионка 2024 года в смешанном командном турнире. Бронзовый призёр летних Олимпийских игр 2024 года. Бронзовый призёр чемпионата мира 2023 года, четырёхкратная чемпионка Европы 2020, 2022, 2023 и 2025 годов.

## Биография
Ширин Букли родилась 24 января 1999 года. С 4-х летнего возраста занимается дзюдо.

## Карьера
В 2020 году на чемпионате Европы в Праге завоевала золотую медаль, победив в финале спортсменку из Сербии Андрею Стоядинов.
В 2021 году принимала участие в летних Олимпийских играх в Токио. В категории до 48 кг выбыла уже в первом раунде, уступив сербской спортсменке Милице Николич.
В 2022 году на континентальном чемпионате в Софии, Ширин вновь завоевала золото, на сей раз победив в финале спортсменку из Португалии Катарину Косту.
На чемпионате мира 2023 года, который состоялся в Дохе, французская спортсменка завоевала серебряную медаль.
На летних Олимпийских играх 2024 года в Париже Ширин завоевала бронзовую медаль, одолев в схватке за третье место испанку Лауру Мартинес.
В апреле 2025 года на чемпионате Европы в Подгорице в весовой категории до 48 кг завоевала золотую медаль. В финальной схватке победила соперницу из Португалии Катарину Кошту.